# Blennerhassett
Blennerhassett ist ein Census-designated place (CDP) in Wood County im US-Bundesstaat West Virginia. Die Volkszählung von 2020 erfasste 3.118 Einwohner. Der CDP wurde im Jahr 2002 vom Census definiert.

## Lage
Der Ort liegt bei den Koordinaten 39° 15' 22.53" Nord 81° 37' 53.70" West auf einer Höhe von 209 Metern über dem Meeresspiegel am Ohio River gegenüber des gleichnamigen Blennerhassett Island. Die 12,92 km² große Fläche des Gebietes setzt sich zusammen aus 12,89 km² Land- und 0,03 km² Wasserfläche. Durch Blennerhassett führen die U.S. Highway 50 und die West Virginia State Route WV-892, entlang der Südostgrenze verläuft die WV-68. Die US-50 quert den Fluss über die Blennerhassett Island Bridge nach Ohio.